# Almajano
Almajano és un municipi espanyol ubicat a la província de Sòria, dins la comunitat autònoma de Castella i Lleó. El 2023 tenia 178 habitants.